# Teckla Juel
Teckla Violanta Juel (født Suenssen, 20. maj 1834 i Tønning, Slesvig, død 27. oktober 1904 i København) var en dansk forfatter.

## Liv
Teckla Juel var datter af kaptajn Johan Fedder Carsten Suenssen og Margrethe Juel og søster til forfatterne Fanny Suenssen og Alfhilda Mechlenburg.
Juel voksede op i Sydslesvig, men efter farens død flyttede familien til København. Fra 1848 til 1850 boede Juel i Norge, som hun siden vendte tilbage til imellem sine ophold på Langeland, i Jylland og København.
Hun begyndte tidligt at skrive. Efter at hun i 1867 blev gift med adjunkt Axel Juel, valgte hun for en tid den kortere form, digtet og novellen, som bedre lod sig forene med husmoderforpligtelserne i det nye hjem i Aalborg, men vedblev at skrive og udgive. Da ægtemanden blev pensioneret i 1876, flyttede familien til København. Sammen fik de døtrene Margrethe Thekla (1869) og Elise Henriette (1871).

## Forfatterskab
Juel var både musisk og sprogligt begavet. Som 16-årig udgav hun anonymt kompositionen Fiskerpigens Klagesang, der faldt i tidens smag og udkom i tre oplag. Senere kom flere tilsvarende sange: Vemod (1851), Længsel (1856), og Amors Rekrut (1858). Højdepunktet for hendes lyriske produktion kom med de to store fortællende digte Ivan Mikkel (1860) og Den sorte Ravn (1861); sidstnævnte udkom under pseudonymet Johan Fedder og blev udgivet af Frederik Barfod.
I 1860 blev Juels første roman Caja trykt anonymt som føljeton i Dagbladet. Hovedpersonen, Caja, fortæller historien om sin kærlighed til en fætter, ledsaget af romantiske og forunderlige omstændigheder, der var egnet til at fastholde læsernes interesse fra dag til dag: et mistet og genfundet barn, en vanvittig pige, en tyrannisk onkel og en naturkvinde med kræfter som en mand. Med sin moraliserende tone og sentimentale beskrivelser vandt romanen sig en bred læserskare.
Juel publicerede flittigt i aviser og blade som Berlingske Tidende, Illustreret Tidende, Skandinavisk Folkemagazin og Aftenlæsning. Da hendes tre sidste romaner Hittebarnet (1870), Zigeunerbarnet (1871) og Karen (1874), udkom, havde den litterære smag udviklet sig i retning af en realisme og naturalisme, som Juel ikke følte sig fortrolig med.
Sammen med de to søstre skrev hun børnebogen Ej blot til Lyst (1880), lystspillet En Skilsmisse, der blev opført i Norge i 1872 og siden med titlen Et Ægteskab i Fare på Folketeatret i København, og syngespillet Judith eller Fare og Flugt (1875), hvortil hun formentlig komponerede musikken.
Juel udgav enten anonymt eller under forskellige pseudonymer: Johan Fedder, Carl Krone, Teckla, Thorvald Thure og “Af Forf. til ’Planterens Datter’”.
Adskillige af Juels bøger blev oversat til svensk og tysk, og især i Tyskland blev forfatterskabet værdsat. I 1883 var hun ligesom sine søstre blandt de ti kvindelige forfattere, der som de første kom på finansloven.